# Oliver Hill
Oliver White Hill (1 de mayo de 1907, 5 de agosto de 2007) fue un abogado de derechos civiles de Virginia.

## Biografía
Nacido el 1 de mayo de 1907.
Su trabajo en contra de la discriminación racial ayudó al extremo la doctrina de “separados pero iguales”. Gracias a él se ganaron casos acerca de igualdad en el pago a profesores negros, acceso a los autobuses escolares, derecho al voto o selección del jurado, entre otros. entre sus numerosos galardones se encuentra la Medalla Presidencial de la Libertad, entregada por el presidente de los Estados Unidos Bill Clinton en el año 1999. Oliver Hill abandonó su carrera profesional en 1998, después de defender la ley cerca de 60 años
En octubre de 2005, la marca R. Warner del gobernador de Virginia dedicó un edificio nuevamente renovado en el cuadrado del Capitolio de Virginia en su honor. El edificio de la colina de Oliver W. es el primer edificio propiedad del gobierno que se nombrará para un virginiano afroamericano.
Falleció el 5 de agosto de 2007 en Richmond (Virginia) a los 100 años.